# Morro da Queimada
O Morro da Queimada é um sítio arqueológico localizado na serra de Ouro Preto, Minas Gerais. Reune vestígios de residências e lavras de ouro dos séculos XVIII é XIX. A região foi um dos principais palcos da Revolta de Felipe dos Santos, de 1720, quando o Conde de Assumar, governador de São Paulo e Minas do Ouro, mandou queimar a propriedade de Pascoal da Silva, um dos líderes do movimento. Justamente por isso o lugar é conhecido como Morro da Queimada. 

## História
A história da habitação do Morro da Queimada remonta a primeira década do século XVIII, por conta da mineração de ouro. A mineração, na região, era realizada atráves do uso da técnica de extração a talho aberto, utilizada pela primeira geração de mineradores. Com o esgotamento do ouro de aluvião, a região foi mais fortemente habitada, na busca por ouro em regiões mais afastada dos leitos dos rios. Tendo sido, no decorrer do século, a principal zona mineira de Vila Rica.
No morro instalou-se um vivo centro urbano. Os locais de morada e de trabalho coexistiram, surgindo ao redor das minas becos, ruas, estradas, comércios e Igrejas, se destacando a São João, Santana, Piedade e o São Sebastião. Foi denominado inicialmente como Morro do Pascoal Silva, potentado que era, praticamente, dono daquelas terras.

### Revolta de Felipe dos Santos

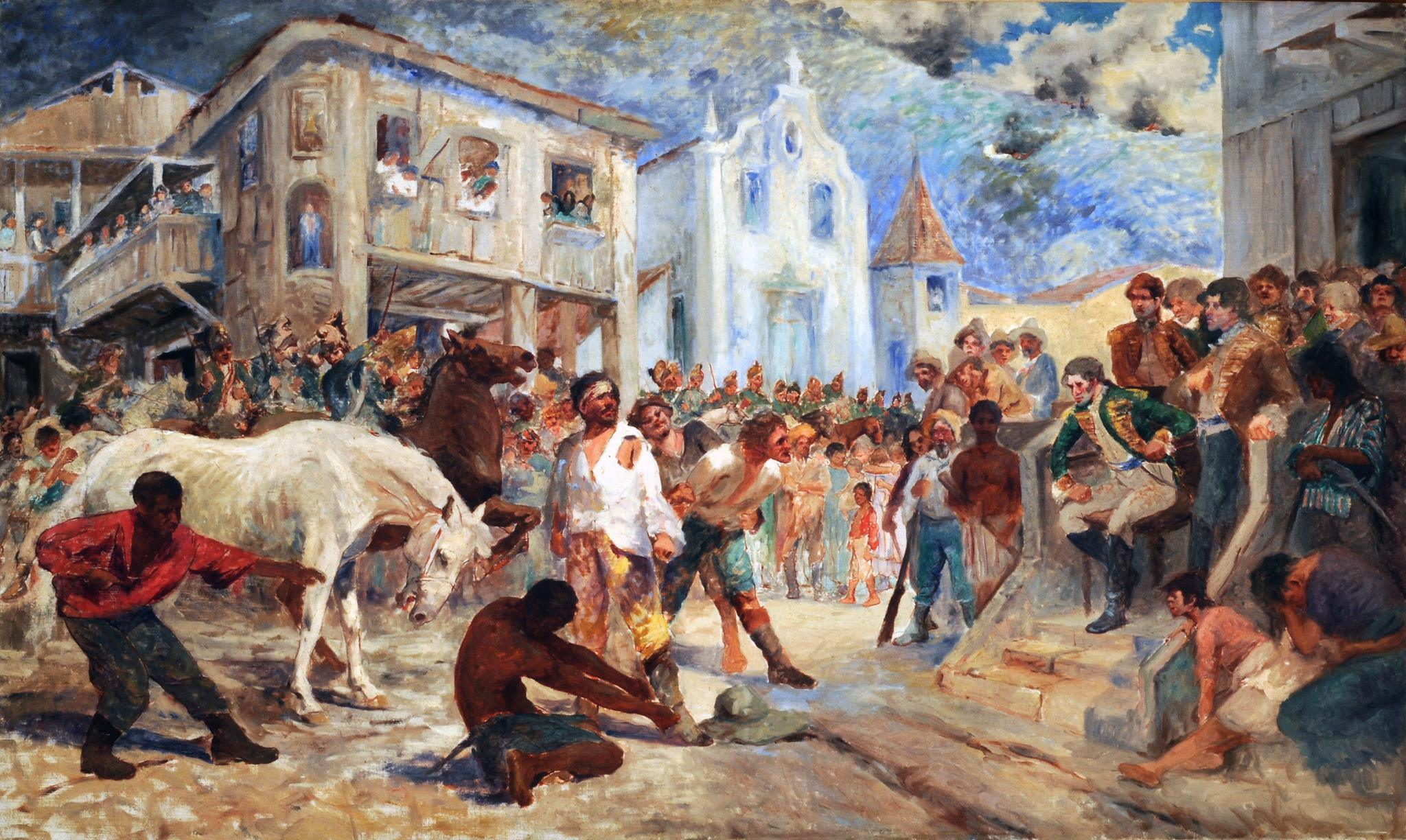
Julgamento de Filipe dos Santos, por Antônio Parreiras. Ao fundo é possivel ver a fumaça, da queimada ordenada por Conde de Assumar.

Depois da Revolta de Felipe dos Santos ficou conhecido como Morro do Ouro Podre ou Morro da Queimada, por conta da ordem emitida por Conde de Assumar, que mandou demolir e incendiar as casas de Pascoal da Silva Guimarães e dos participantes da revolta. O motim de 1720 visava a deposição do conde e a formação de um novo governo nas Minas Gerais. As demolições e o incêndio, no entanto, não ceifaram a vida no Morro da Queimada, ele permaneceu ocupado durante os séculos 18 e 19, longa duração testemunhada entre outras evidências pela tipologia de suas ruínas.

### Década de 1960
A região foi pobremente habitada desde 1720, tendo tido um surto de crescimento a partir de 1960. Naquele contexto, por conta do crescimento dos centro urbanos, e gentrificação em Ouro Preto, inicou-se um processo desordenado de ocupação. Os novos contigentes de moradores, tinham o costume de desmontar parte das ruínas e aproveitá-las na montagem dos alicerces, muros e paredes das casas.

## Parque Arqueológico do Morro da Queimada
Em 2008 teve início o projeto de implantação de um Parque Arqueológico no Morro da Queimada. O projeto aglomerou parcerias com o IPHAN, a Fiocruz, a Prefeitura de Ouro Preto e outras entidades ligadas à proteção do patrimônio, que visavam preservar o sítio, pela importância histórica e cultural. Assim, foi criado um Ecomuseu. Os fundos para o projeto vinham sendo arrecadados, todavia, desde de 2005, pelo Museu da Arte Sacra do Pillar, tendo adquirido conribuições da Caixa Econômica Federal, do Programa Petrobrás Cultural e da Novelis do Brasil S/A.

## Representações na cultura
Carlos Drummond de Andrade dedicou versos ao lugar e a sua história. Escreveu: As ruínas do Morro da Queimada "são ásperas, cruéis, e se não vem seguramente daquele dia de julho de 1720, em que a soldadesca de Conde de Assumar ateou fogo no arraial de Ouro Podre".

## Referência
1. 1 2  «Histórico | Morro da Queimada». morrodaqueimada.fiocruz.br. Consultado em 12 de agosto de 2023
2. ↑  Bastos, Rodrigo Almeida (1 de junho de 2012). «O urbanismo conveniente luso-brasileiro na formação de povoações em Minas Gerais no século XVIII». Anais do Museu Paulista: História e Cultura Material (1): 201–230. ISSN 1982-0267. doi:10.1590/S0101-47142012000100008. Consultado em 12 de agosto de 2023
3. ↑  Boxer, Charles Ralph (1969). A idade de ouro do Brasil: dores de crescimento de uma sociedade colonial. [S.l.]: Companhia Editôra Nacional
4. ↑  Lima; Vieira; Lopes, Kleverson Teodoro; Luiz Alberto Sales; Myriam Bahia (2008). «Morro da queimada séc. XX» (PDF). Fiocruz. Consultado em 12 de agosto de 2023
5. ↑  «Secretaria Municipal de Cultura e Turismo». ouropreto.mg.gov.br. Consultado em 12 de agosto de 2023
6. ↑  Bracher, Blima (12 de maio de 2021). «Famoso Morro da Queimada em Ouro Preto será Parque Arqueológico». Blima Bracher. Consultado em 12 de agosto de 2023
7. ↑  «Histórico | Morro da Queimada». morrodaqueimada.fiocruz.br. Consultado em 12 de agosto de 2023